# Gerard Lutz

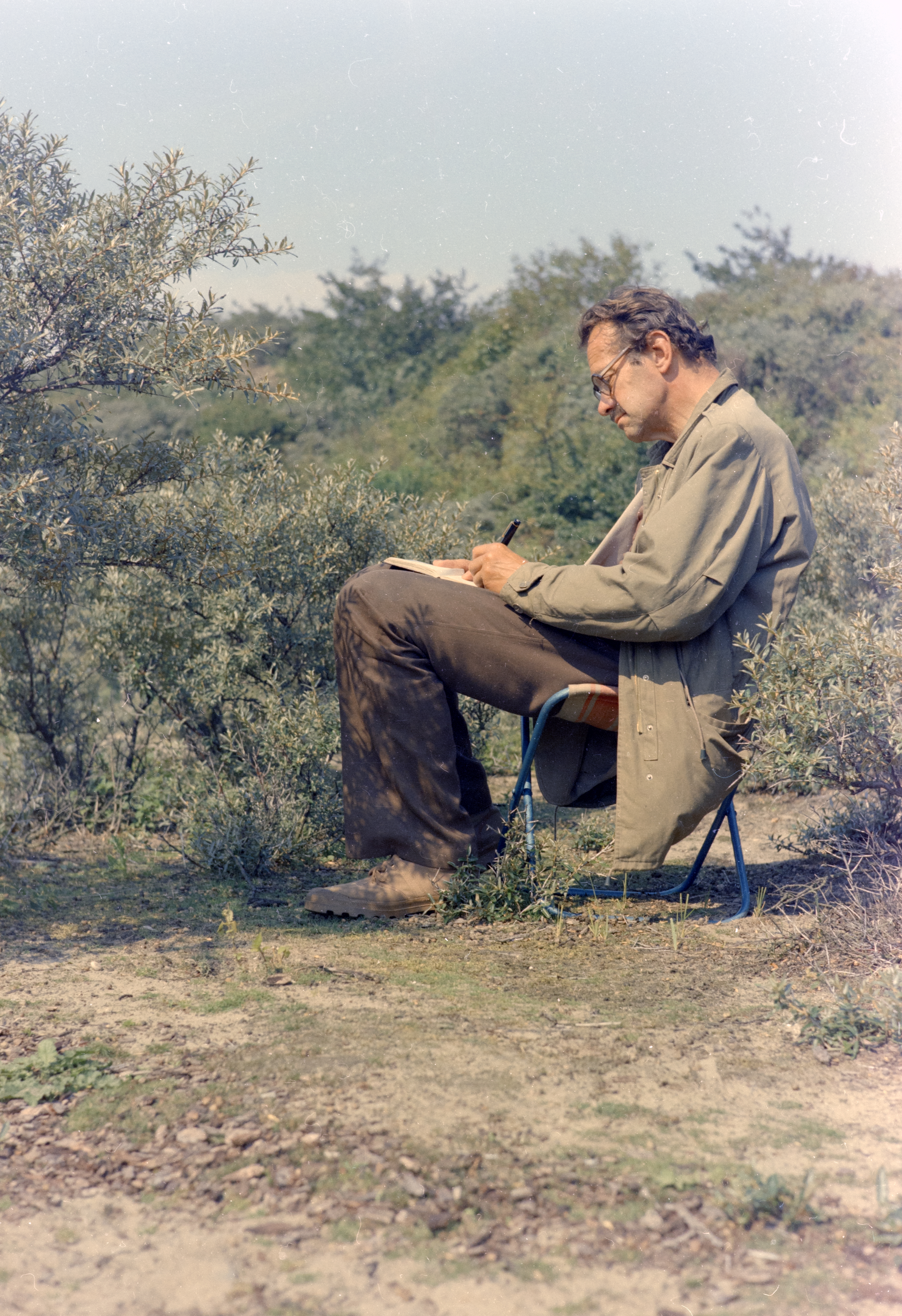
Gerard Lutz tekenend in de Haagse duinen. 1970

Gerard Johannes Maria Lutz (Rotterdam, 16 september 1914 – Den Haag, 24 januari 1983) was een Nederlands kunstenaar.

## Biografie

### Familie en gezin
Lutz werd op 16 september 1914 in Rotterdam geboren als derde zoon in een familie van acht kinderen. Zijn ouders (Louis Lutz en mevrouw Kellerman-Slotemaker) waren eigenaar van de Rotterdamse jenever destilleerderij 'L&V' (Lutz en van Langeveld). Van 1949 tot en met 1969 was hij getrouwd met Eleonora Zarli. Uit dit huwelijk werd één zoon geboren.

### Opleiding
Lutz ambieerde geen positie in de zaak van zijn ouders en ontwikkelde zich tot zelfstandig kunstenaar. Hij volgde vanaf 1938 een opleiding aan de Haagse Academie voor Beeldende Kunsten, samen met onder andere Thijs Mauve, Hermanus Berserik en Franciscus Johannes van den Berg (Johfra) met wie hij zijn leven lang bevriend zou blijven. Hij kreeg les van Paul Citroen, Aart van Dobbenburgh, Henk Meijer (kunstenaar) en Arend Hendriks. In 1940 voltooide hij zijn opleiding.

### Werk
Naast zijn werk als zelfstandig kunstenaar werd Lutz in 1953 docent grafische technieken, met als specialisatie etstechniek, aan de Vrije Academie (Den Haag). Hij werkte hier tot zijn pensioen in 1979. Na zijn pensionering werkte hij als kunstenaar afwisselend in de Provence, Frankrijk en in Den Haag. Hij was een buitentekenaar. In de natuur deed hij zijn inspiratie op en schetste wat hij zag om dit in de avond thuis uit te werken. Vanaf 1971 was hij hiervoor veel in het Haagse duingebied te vinden.
Behalve grafisch werk maakte hij ook veel aquarellen, potlood- en pentekeningen. Zijn onderwerp was vooral het landschap (als genre). Als docent grafische technieken aan de Vrije academie in Den Haag heeft hij lesgegeven aan onder andere Hans Blanken, Ad van Dijk, Chris Nobels en Bettien Scherft.
Lutz exposeerde regelmatig in de Haagse Kunstkring. Werk van hem is opgenomen in de collectie van het Kunstmuseum Den Haag.
In 1954 ontving Lutz de HKK grafiekprijs. Deze prijs wordt toegekend aan kunstenaars, leden van de Haagse Kunstkring, vanwege hun betekenis voor de Haagse kunstwereld.